# Sulamith Messerer
Sulamith Messerer (rus: Сулами́фь Миха́йловна Мессере́р)  (Moscou, 27 d'agost de 1908 - Londres, 3 de juny de 2004) va ser una ballarina i coreògrafa russa que va establir les bases del ballet clàssic al Japó.
Messerer, de família jueva lituana, va néixer a Moscou un any després que els seus pares —Mikhail i Misa Messerer— i els cinc fills que aleshores tenien (n'havien tingut set, però dos van morir) s'hi traslladessin des de Vilnius. Als vuit anys, Sulamith Messerer va començar a estudiar a l'escola de dansa del Teatre Bolxoi, on va entrar a ballar professionalment el 1926 i dos anys més tard ja n'era primera ballarina. El 1933, ella i el seu germà Asaf (1903-1992) van ser els primers ballarins soviètics que van rebre permís per actuar en països de l'Europa occidental. Va compaginar la dansa amb la natació i entre 1927 i 1930 va tenir el rècord soviètic de 100 metres crol i va ser nedadora olímpica.
Després que el marit de la seva germana Rachel —Mikhail Plisetsky— fos arrestat pel règim soviètic i no se'n tornessin a tenir notícies, la germana, que feia molt poc que havia tingut un fill, també va ser detinguda. La seva filla gran, Maia Plissétskiya, que amb els anys arribaria a ser també primera ballarina, tenia aleshores dotze anys i havia començat a estudiar dansa al Teatre Bolxoi. Sulamith Messerer va aconseguir que la neboda no anés a parar a un orfenat de fills dels enemics del poble i ella se'n va fer càrrec, a més de tenir-la com a alumna a l'escola de ballet. Va fer un llarg viatge per esbrinar a quin camp de concentració havien enviat la seva germana i va localitzar-la a Sibèria, en un camp on hi havia milers de dones empresonades i on havia de complir una condemna de vuit anys. Va fer gestions perquè la germana fos traslladada a una presó del Kazakhstan, on la nena podia visitar-la de tant en tant i veure també el seu germà petit. Finalment, a la germana van reduir-li la condemna a tres anys.
Des de 1950 fins a 1980, també va ser activa com a mestra de ballet i professora al Bolxoi. Des de 1961, va passar molt temps a Tòquio, on va dominar el japonès i va ser decisiva per establir el Ballet de Tòquio. El 1980, a l'edat de 72 anys, quan acabava el seu contracte al Japó i havia de tornar a Moscou, va desertar, amb el seu fill, que també treballava al Ballet Bolxoi, com a músic, i estava fent una gira pel Japó. Van refugiar-se a l'ambaixada dels Estats Units i des de Tokio van viatjar a Nova York, tot i que finalment van establir-se al Regne Unit. Malgrat la seva avançada edat, a Sulamith Messerer li demanaven de fer classes i preparar ballarins i ballarines. Entre els seus honors destaquen el Premi Stalin (1946), l'Orde del Tresor Sagrat (Japó, 1996) i és la primera russa guardonada amb l'Orde de l'Imperi Britànic (2000).